# Hôtel particulier
Hôtel particulier ist in Frankreich ein feststehender architektonischer Begriff für ein Stadtpalais ohne eine wörtliche Entsprechung in der deutschen Sprache.
Inhaltlich bezeichnet das Hôtel particulier das „Stadthaus“ des 17. und 18. Jahrhunderts der wohlhabenden Angehörigen von Adel, Klerus und im 18. Jahrhundert in Einzelfällen von privilegierten bürgerlichen Beamten. Der überwiegende Teil der städtischen „Privathäuser“ des Dritten Standes wurde in Abgrenzung zum Hôtel particulier als Maison particulière bezeichnet.
Seine ländliche Entsprechung findet das Hôtel im Château, dem Herrensitz.

## Begriff

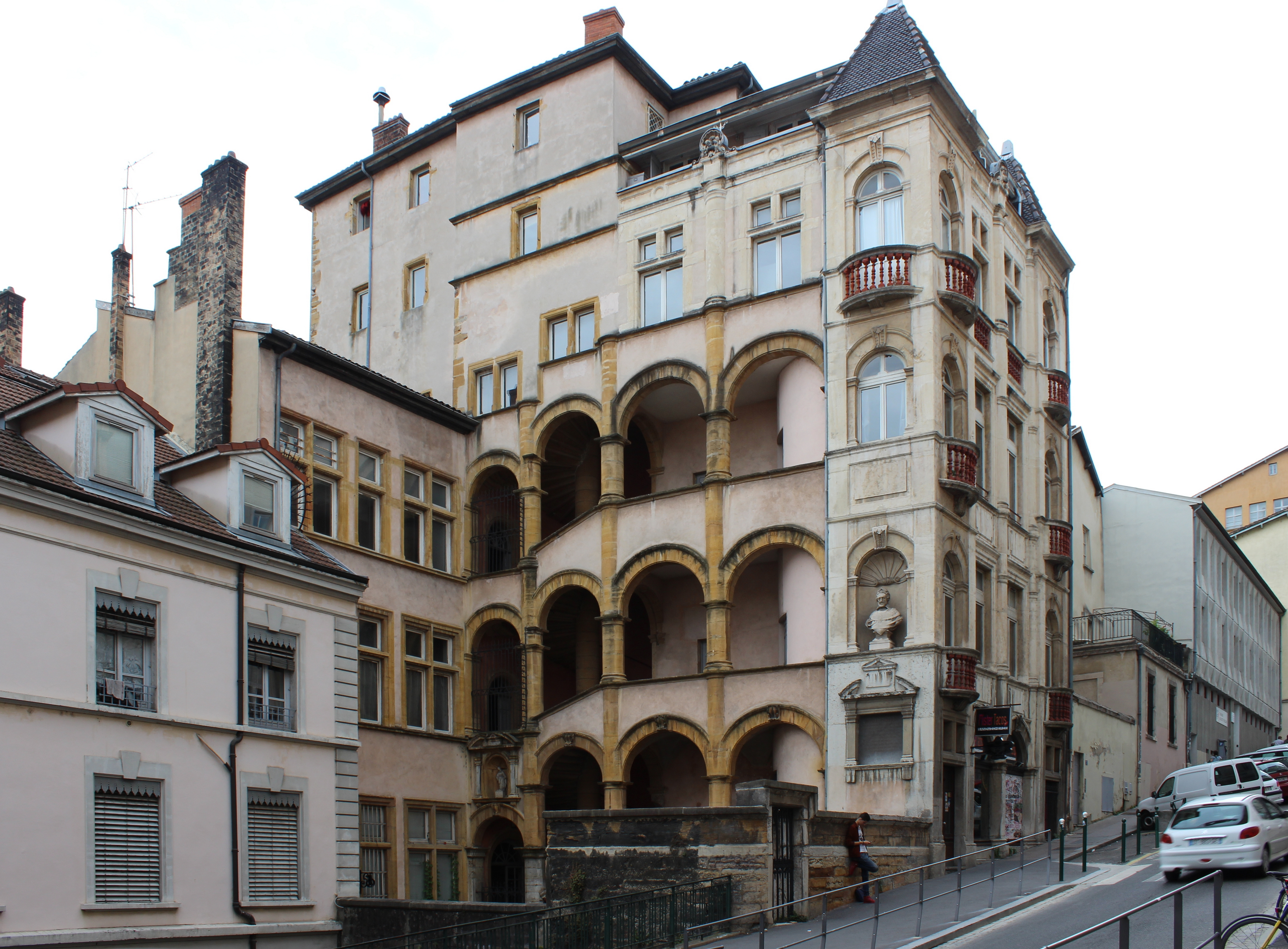
Hôtel de Bullioud, Lyon (ein 1536 im Renaissancestil umgebautes Patrizierhaus)

Der Begriff des Hôtel particulier setzt sich aus dem Wort hôtel (frz.; altfrz.: hostel, lat.: hospitalis, neulat.: hospitale = gastlich) und dem Wort particulier (= privat) zusammen. Dabei wird der Begriff der Privatheit, anders als heute, nicht als Gegenstück zum Beruflichen verstanden, sondern als das „vor der Öffentlichkeit Verborgene“.
Dieser scheinbare Widerspruch verdeutlicht sich auch in den beiden grundlegenden Funktionen, die das Hôtel particulier zu erfüllen hatte: die Repräsentation innerhalb des öffentlichen Lebens der Gesellschaft und den Rückzug der Mitglieder der Familie eines Hauses.
Diesen Funktionen entsprachen die verschiedenen Appartements und deren Gewichtung. Neben den Räumen, die dem Wohnen dienten (Appartement privé), erfüllte das Paradeappartement (Appartement de parade) die Aufgabe der Repräsentation der Familie. Der Charakter des Hôtel particulier war zuallererst ein öffentlicher. Die Öffentlichkeit im Ancien Régime wurde durch die aristokratischen Mitglieder des höfischen Umfeldes gebildet. Alle anderen waren von ihr ausgeschlossen und lebten als „Außenseiter“ privat.
Im deutschen Sprachgebrauch wird für das Hôtel particulier auch der Begriff Stadtpalais verwendet. In Frankreich wird dagegen das Hôtel particulier vom Begriff Palais abgegrenzt. Im Unterschied zum Hôtel ist der Besitzer eines Palais zur Hofhaltung berechtigt. Dies betraf in Frankreich nur einige wenige Mitglieder der königlichen Familie und hohe Geistliche. Aus den Anforderungen einer Hofhaltung und den damit verbundenen Repräsentationsaufgaben folgten im Hinblick auf Größe, Anzahl und Differenzierung der Räume eines Appartements unterschiedliche Raumdispositionen. Diese Anforderungen gingen in einem Palais quantitativ und qualitativ über das Maß eines Hôtels hinaus.

## Typus und Entwicklung

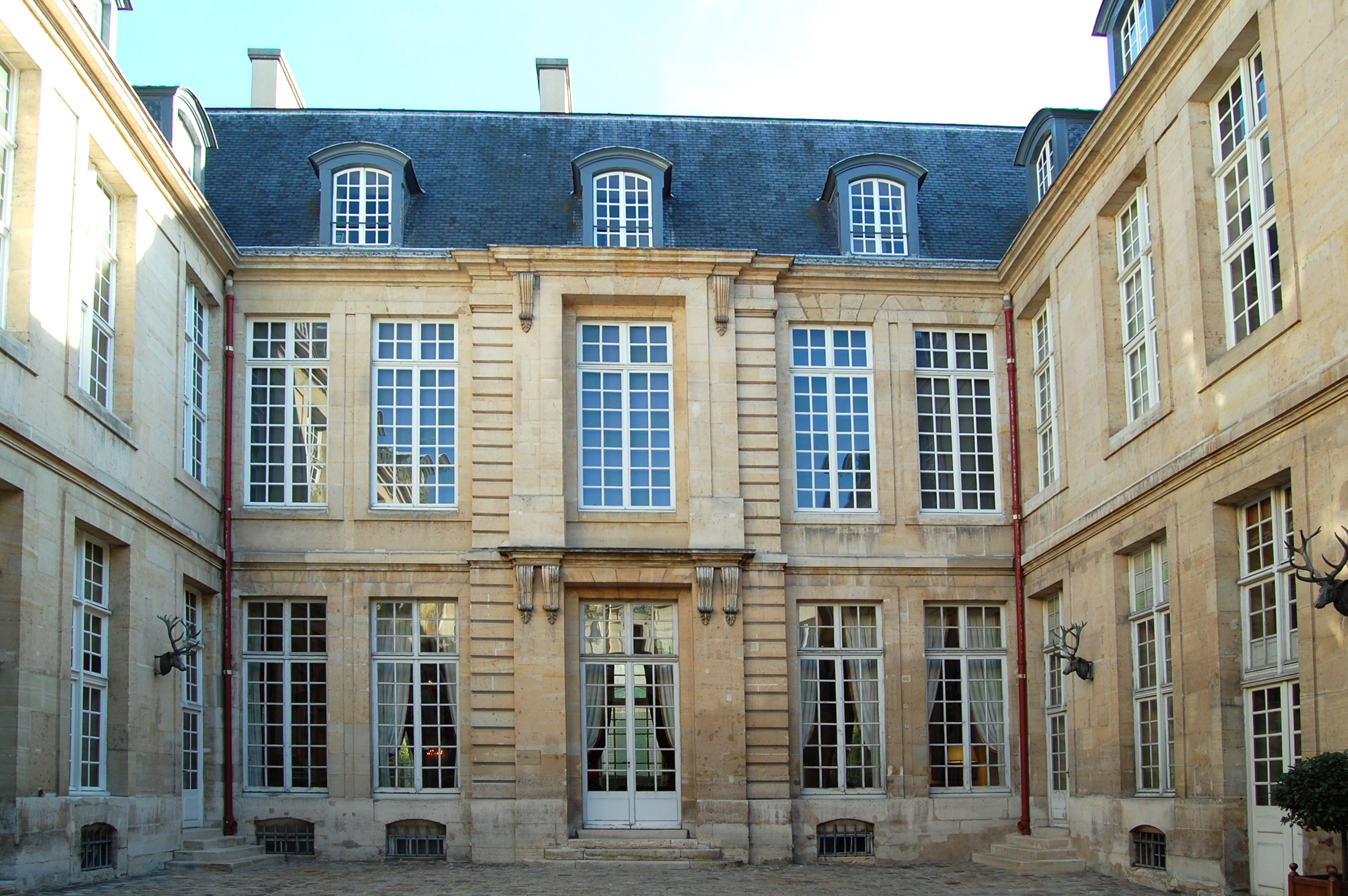
Cour d’Entrée des Hotel Guénégaud im Marais, Paris

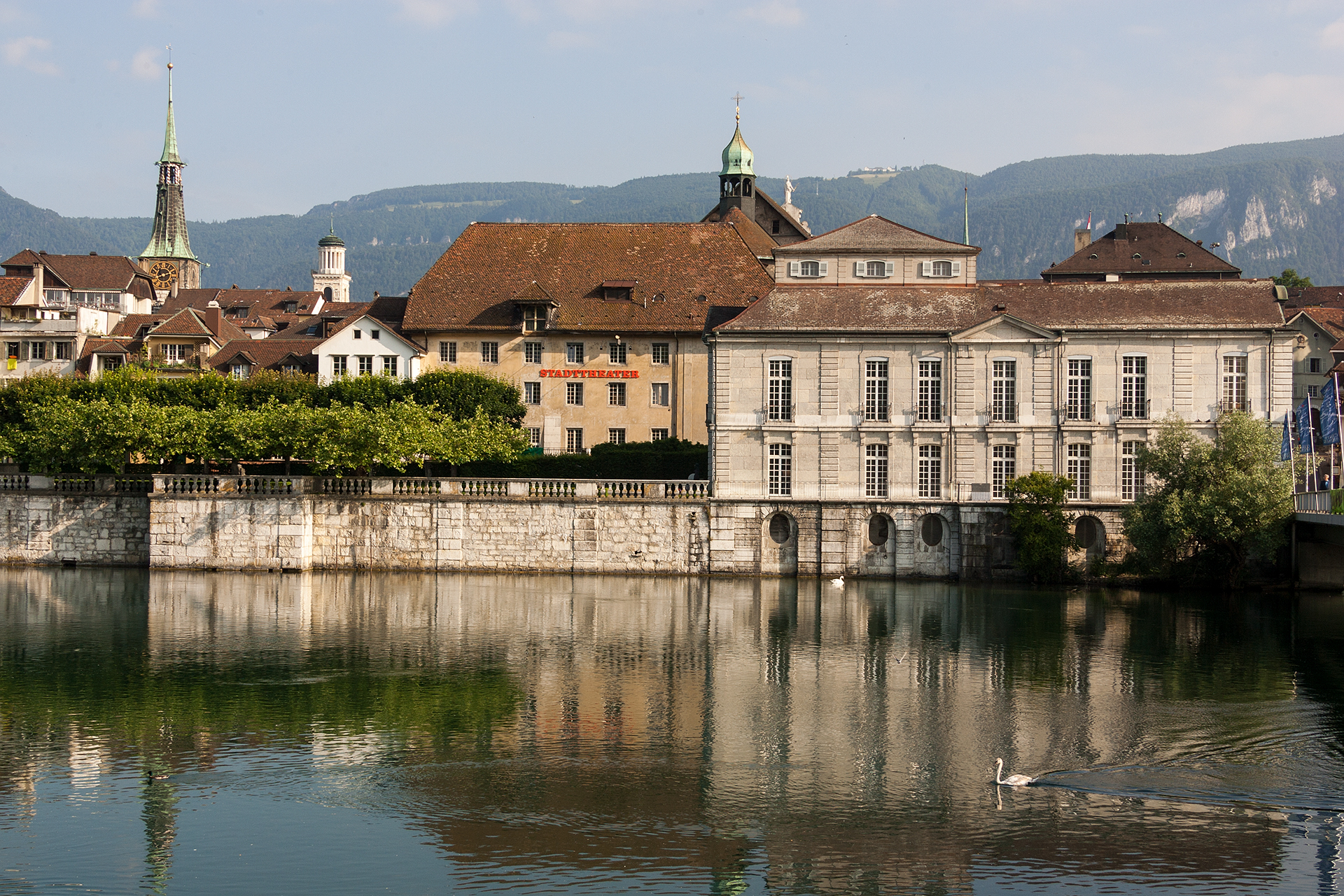
Das Palais Besenval (1703) in Solothurn in der Schweiz, das als erstes Hôtel particulier der Schweiz gilt

Die typologische Grundform des Hôtel particulier wird auf das in den Jahren 1544–1546 von Sebastiano Serlio für Hippolyt II. d’Este (1509–1572), den mit dem Haus Valois verschwägerten und freundschaftlich mit König Franz I. verbundenen Kardinal von Ferrara beim Château de Fontainebleau errichtete Hôtel de Ferrare (Grand Hôtel de Ferrare) zurückgeführt. Dieses wurde in Frankreich für mehr als zwei Jahrhunderte zum Modell des Stadthauses für die privilegierten Mitglieder der Ständeordnung. Ausgehend von Paris entwickelt sich dieser Bautypus im 16. und 17. Jahrhundert. Im 18. Jahrhundert wird das Hôtel particulier zum europäischen Modell des vornehmen Stadthauses.
In der Architektur dient der Begriff über die funktionale Beschreibung hinaus auch der typologischen Beschreibung der Anordnung des Gebäude-Ensembles.
Das ursprüngliche Grundprinzip bildet eine U-förmige Gruppierung dreier Gebäude. Der mittlere Gebäudeteil wurde als Corps de Logis bezeichnet. Im 18. Jahrhundert wurde dieser Teil des Dreiflügelbaues auch Palais genannt. Dieser Mittelbau verbindet die zu beiden Seiten anschließenden Flügelbauten. Gemeinsam umschließen sie den Cour d’Entrée nach drei Seiten hin. Im 18. Jahrhundert wurde die ursprüngliche Gebäudestellung als Dreiflügelbau durch ein weiteres Gebäude ergänzt und der Hof zur Straße hin abgeschlossen. Der Zugang erfolgt durch ein mittig angeordnetes Tor. An die Rückseite des Corps de Logis schloss sich in der Regel der Garten an.
Der formalen und symmetrischen Gestaltung und Gruppierung der Gebäude entspricht die innere Struktur des Hôtel particulier. In der Regel befinden sich die Repräsentationsräume im mittleren Haupttrakt, dem Corps de Logis. Die seitlichen, oft schmaleren und spiegelbildlich angeordneten Flügel dienten der Aufnahme der Wohn- und Schlafräume, der Appartements privées der Dame und des Herrn des Hauses. Der später angefügte vierte Flügel zur Straße beherbergte in der Regel als Stall- oder Küchengebäude untergeordnete und dienende Räume.
Neben zahlreichen Veränderungen in der Gewichtung und Erschließung der Räume über die lange Zeit, in der dieser Gebäudetypus existierte, ist eine der grundlegenden Änderungen am Beginn des 18. Jahrhunderts die Einführung eines weiteren Appartementtyps. Zum zeremoniell genutzten Paradeappartement (Appartement de parade) und dem dem Rückzug dienenden Privatappartement (Appartement privé), das im 18. Jahrhundert als Appartement de comodité bezeichnet und durch Bäder (Appartement de Bains) erweitert wurde, kam das Gesellschaftsappartement (Appartement de société) hinzu. Es diente der geselligen Unterhaltung.
In Paris blieben insbesondere in den Stadtteilen Marais, Faubourg Saint-Honoré und Faubourg Saint-Germain eine große Anzahl dieser kunsthistorisch bedeutenden Stadtresidenzen aus dem Zeitraum des späten 15. bis zum 18. Jahrhundert erhalten. Das Marais-Viertel wurde im 17. Jahrhundert hoffähig, nachdem König Heinrich IV. mit der Place des Vosges einen städtebaulichen Akzent gesetzt hatte.
In der zweiten Hälfte des 17. Jahrhunderts ist eine Gegenentwicklung zu beobachten: Mit der zunehmenden Ausprägung des absolutistischen Königtums wurde der Adel in seine Schranken verwiesen und verzichtete auf die demonstrative Zurschaustellung von Rang und Reichtum. Der Adel ließ sich in größeren Anlagen wie an der Place Vendôme nieder; Ausnahmen waren die Verwandten des Königs.
Im 18. Jahrhundert wurden wieder mehr Stadtpaläste gebaut, nun aber vornehmlich in den westlichen, damals am Stadtrand gelegenen Bezirken Faubourg Saint-Germain und Faubourg Saint-Honoré. Äußerlich zurückhaltend, schwelgen die Bauten im Innern in verspieltem Rokoko.